# Quitman (Misuri)
Quitman es un pueblo ubicado en el condado de Nodaway en el estado estadounidense de Misuri. En el censo de 2010 tenía una población de 45 habitantes y una densidad poblacional de 130,64 personas por km².

## Geografía
Quitman se encuentra ubicado en las coordenadas 40°22′24″N 95°4′36″O / 40.37333, -95.07667. Según la Oficina del Censo de los Estados Unidos, Quitman tiene una superficie total de 0.34 km², de la cual 0.34 km² corresponden a tierra firme y (0%) 0 km² es agua.

## Demografía
Según el censo de 2010, había 45 personas residiendo en Quitman. La densidad de población era de 130,64 hab./km². De los 45 habitantes, Quitman estaba compuesto por el 100% blancos, el 0% eran afroamericanos, el 0% eran amerindios, el 0% eran asiáticos, el 0% eran isleños del Pacífico, el 0% eran de otras razas y el 0% pertenecían a dos o más razas. Del total de la población el 0% eran hispanos o latinos de cualquier raza.